# Galveston (película)
Galveston es una película estadounidense de suspenso de 2018 dirigida por Mélanie Laurent, escrita por Nic Pizzolatto y basada en la novela de Pizzolatto del mismo nombre. Está protagonizada por Elle Fanning y Ben Foster.
La película se estrenó en South by Southwest el 10 de marzo de 2018 y fue estrenada en Estados Unidos el 19 de octubre de 2018 por RLJE Films.

## Reparto
- Elle Fanning como Raquel Arceneaux.
- Lili Reinhart como Tiffany.
- Ben Foster como Roy Cady.
- María Valverde
- Beau Bridges
- Robert Aramayo
- Adepero Oduye

## Producción
En noviembre de 2016, se anunció que Elle Fanning y Ben Foster se unieron al reparto, con Mélanie Laurent dirigiendo, desde un guion de Nic Pizzolatto que escribió la novela del mismo nombre. Tyler Davidson, Jean Doumanian, Patrick Daly, Kevin Flanigan y Sean O’Brien serían los productores y productores ejecutivos, respectivamente con Low Spark Films y Jean Doumanian. En febrero de 2017, Lili Reinhart, Beau Bridges, María Valverde y Robert Aramayo se unieron al reparto de la película. Marc Chouarain compuso la banda sonora.

### Filmación
La fotografía principal comenzó en febrero de 2017.

## Estreno
La película tuvo su premier en South by Southwest el 10 de marzo de 2018. Fue estrenada en Estados Unidos el 19 de octubre de 2018.